# Stringfoot

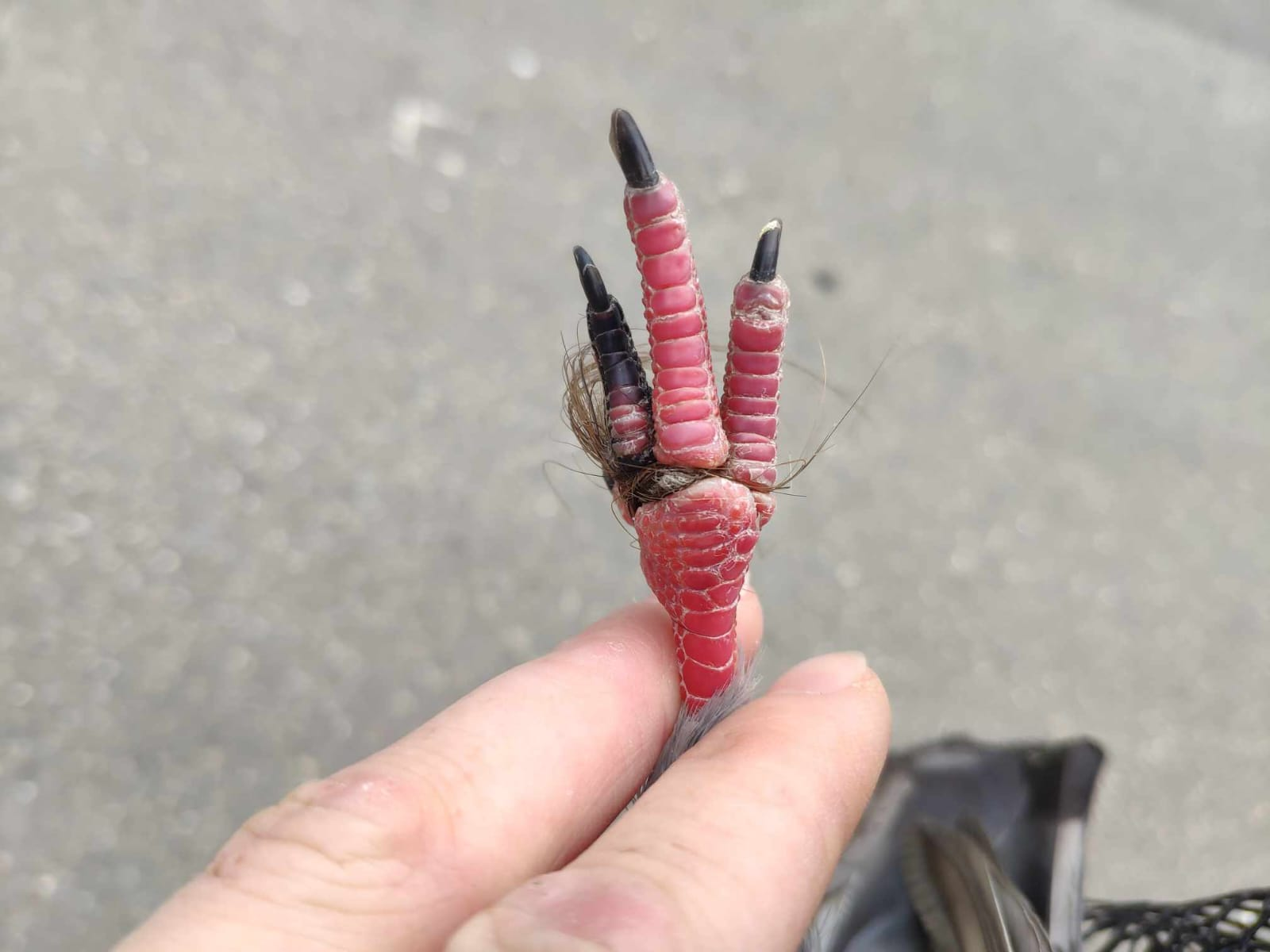
Een duivenvoet met schade door mensenhaar, oftewel stringfoot. De linkerteen van deze voet is door de schade aan het afsterven.

De term stringfoot (draadpoot of draadvoet) beschrijft stadsduiven waarvan de voeten verstrikt zijn geraakt met vreemde materialen, zoals echt touw, draad, monofilament, echt of kunstmatig mensenhaar (meest gebruikelijk), tandzijde, garen of de vele andere materialen die worden weggegooid door de mensen die in steden wonen. Duiven die lijden aan stringfoot zijn wilde stadsduiven, oftewel rotsduiven (Columba livia).

## Stringfoot en stedelijke gebieden
Stringfoot wordt geassocieerd met rotsduiven, een duivensoort die het merendeel van de duivenpopulaties in grote steden opmaakt. Verminking door stringfoot wordt in verband gebracht met grotere steden vanwege de beperkte beschikbaarheid van natuurlijk nestmateriaal, een grote hoeveelheid afval bestaand uit vreemde materialen, en een grote menselijke populatie die het afval levert dat zowel stringfoot veroorzaakt als voedsel vormt voor stadsduiven. Rotsduiven vallen tussen gedomesticeerde vogels en wilde dieren in.

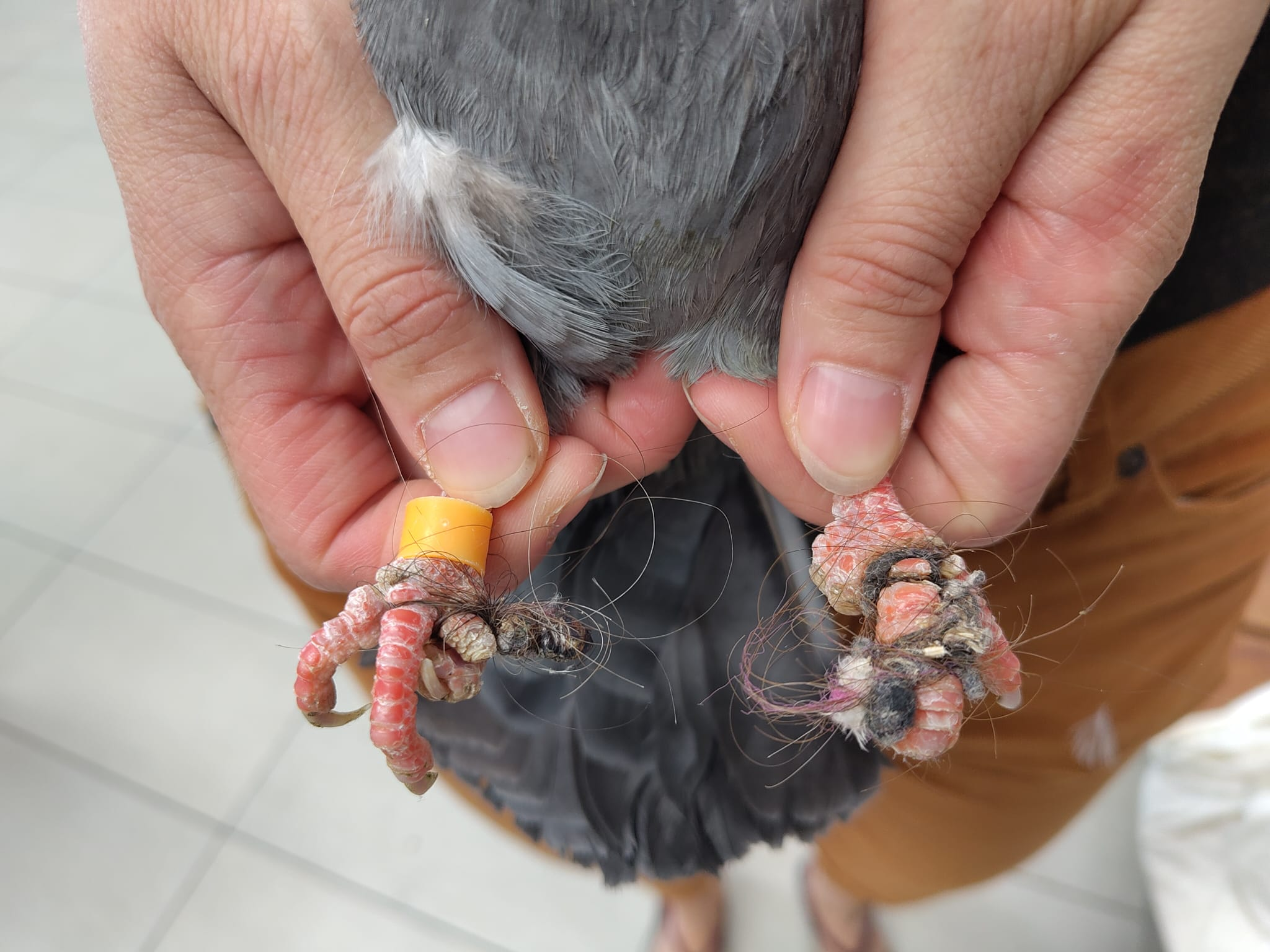
Een duif met schade door stringfoot aan beide voeten. Deze stringfoot is in een verder stadium, waarbij het materiaal diep in de huid is ingebed.

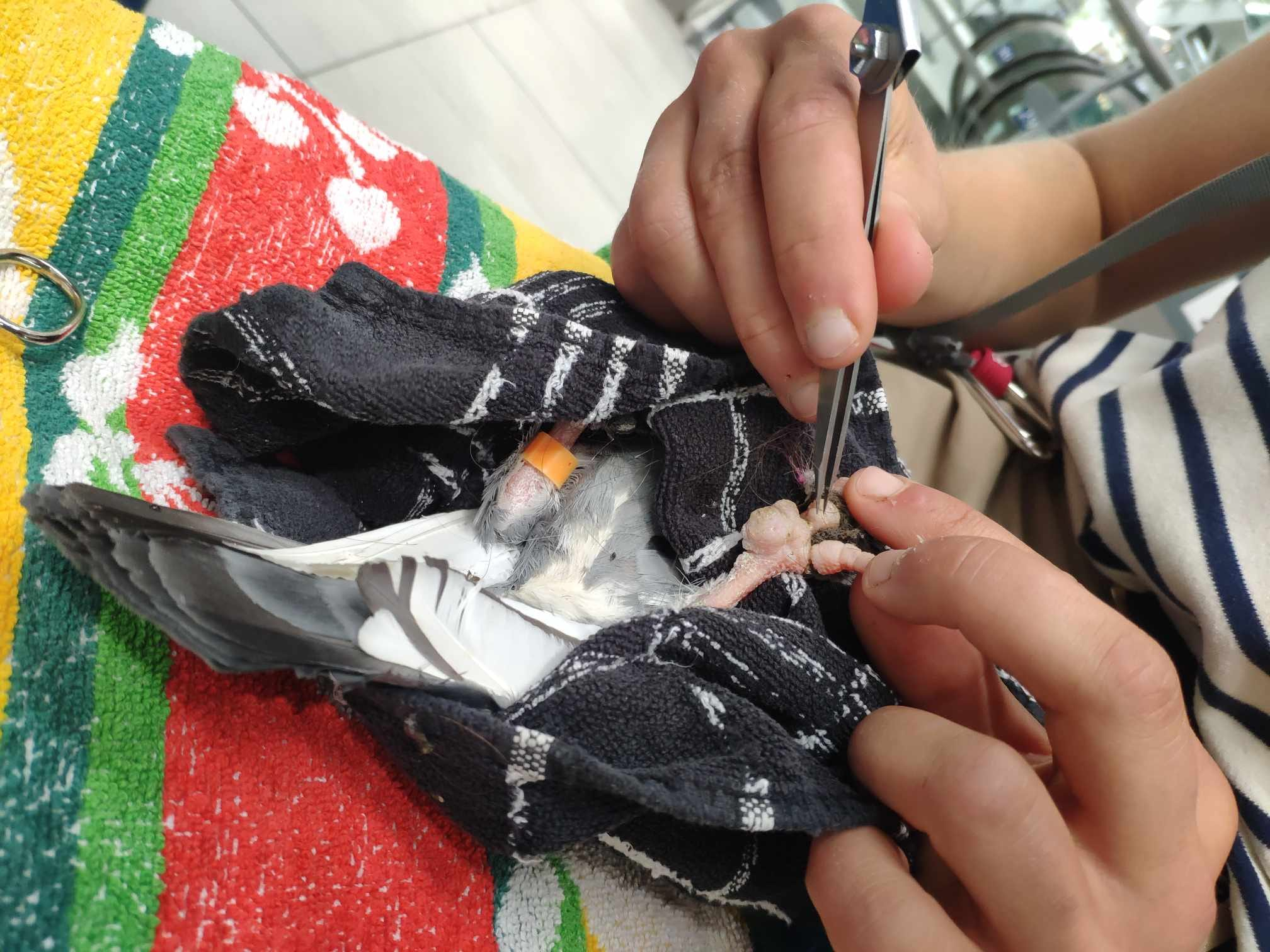
De behandeling van bovenstaande stringfoot

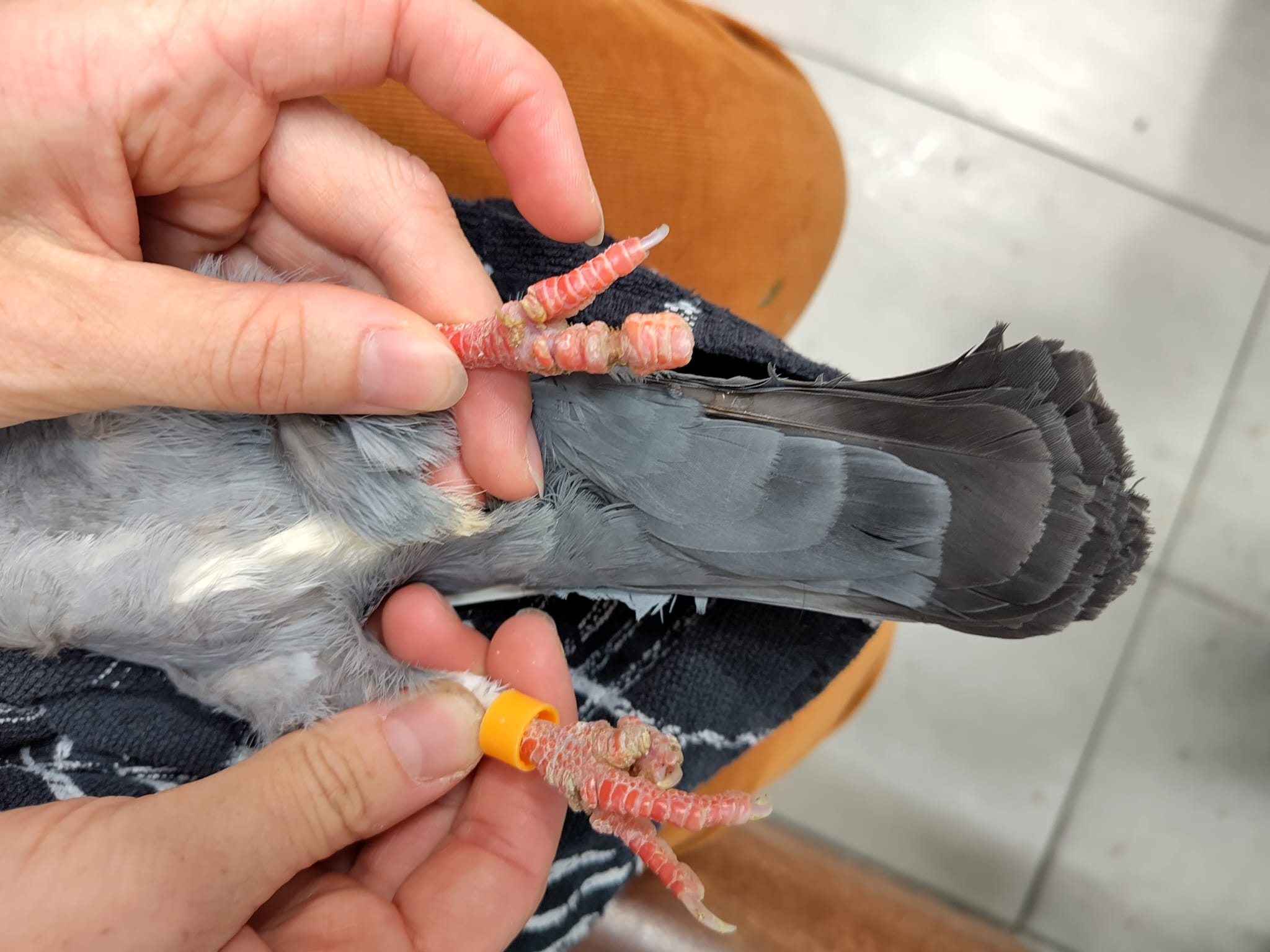
Stringfoot na behandeling, waarbij draden en ander materiaal uit de tenen zijn verwijderd.

Stedelijke, door mensen veroorzaakte vervuiling die leidt tot stringfoot is de belangrijkste oorzaak van teenverminkingen bij wilde stadsduiven, in tegenstelling tot de algemene overtuiging dat de prevalentie van teenverminkingen bij wilde stadsduiven wordt veroorzaakt door duiven die in hun eigen uitwerpselen zitten of door infecties met verschillende virussen.

## Oorzaken
De oorzaak van stringfoot is een gebrek aan natuurlijk nestmateriaal in steden en de grote hoeveelheid vreemd materiaal die verspreid ligt in grote steden, in de vorm van afval. Duiven krijgen stringfoot vanwege hun neiging om in cirkels te draaien, wat ertoe leidt dat materialen rond de voeten van de volwassen vogels worden gewikkeld. Materialen zoals touw of mensenhaar breken niet af en nestelen zich daarom in het vlees van de duif, waardoor de bloedcirculatie wordt belemmerd en uiteindelijk infecties en zelf de dood van weefsel of de duif tot gevolg kunnen hebben. Stringfoot kan een nog groter probleem vormen voor jonge kuikens in nesten die zijn gemaakt van vreemde materialen, omdat deze materialen vanaf hun geboorte om hun voeten worden gewikkeld, wat leidt tot sterk ingebed materiaal in hun vlees terwijl ze groeien.
Wetenschappelijk onderzoek naar stringfoot bij wilde duiven in Parijs met behulp van een statistische analyse heeft het voorkomen van teenverminkingen bij duiven in verband gebracht met gebieden met hoge vervuiling. Uit onderzoek is ook gebleken dat duiven vaker worden verminkt door draadvoet in dichtbevolkte gebieden en in een nog grotere mate in gebieden waar kappers talrijker zijn, door de hoeveelheid los haar in het afval van deze locaties dat draadvoet kan veroorzaken.

## Reputatie van stadsduiven
Stedelijke wilde duiven worden in verband gebracht met het veroorzaken van problemen in steden, zoals de overdracht van ziekten en parasieten, het beschadigen van gebouwen en vervuiling met uitwerpselen. Het risico op ziekteoverdracht via duiven is echter gering. Tussen 1941 en 2004 werden slechts 207 gevallen van de overdracht van ziekteverwekkers van duiven op mensen. Volgens de WHO worden daarentegen jaarlijks 59.000 menselijke besmettingen met rabies gerapporteerd, waarbij 100% van deze besmettingen fataal zijn en in 99% van de gevallen de besmetting via honden plaatsvond. Daarnaast zijn duiven ook zeer resistent tegen de vogelgriep, de duiven worden zelden besmet en wanneer zij dit virus krijgen vertonen zij zeer lage hoeveelheden ervan in hun lichaam. De negatieve reputatie van duiven als vieze dieren die ziekten overdragen is daarom ongegrond, zeker in vergelijking met de hogere mate waarin katten en honden ziekten overdragen aan mensen.

## Populatiecontrole
De negatieve reputatie van stadsduiven heeft geleid tot pogingen van gemeenten om de populaties onder controle te houden, zoals het opleggen van voederverboden en zelfs het ruimen van duiven. Omdat broedpopulaties een hoog demografisch compensatiepotentieel hebben (wanneer populatie aantallen laag zijn, maken duiven meer nesten), wordt het ruimen gezien als inefficiënt, naast ethische (dierenwelzijn) bezwaren tegen dergelijke maatregelen. Bovendien heeft nog geen wetenschappelijk onderzoek bewezen dat systemen om vogels af te schrikken, zoals duiven-werende stekels, effectief of veilig zijn. Voederverboden worden ineffectief geacht omdat dit verbod moeilijk te handhaven is, stadsduiven in steden kunnen terugvallen op andere vormen van verspilling en voedsel vaak onzorgvuldig wordt achtergelaten. Daarnaast zijn er ethische bezwaren tegen voederverboden, aangezien het beoogde resultaat dood door honger zou zijn, wat in strijd is met dierenrechten.

### Diervriendelijke maatregelen
Er zijn verschillende oplossingen voorgesteld om duivenpopulaties op een diervriendelijke manier effectief te controleren. Een dergelijke oplossing is een gecontroleerde Duiventil, waar duiven worden voorzien van voedsel en water, hun uitwerpselen voornamelijk worden afgezet en eieren worden vervangen door dummy's (klei-eieren). Duiventillen kunnen het geboortecijfer effectief verlagen, de vervuiling veroorzaakt door uitwerpselen onder controle houden en een veilige voederplaats bieden. Diverse Duitse steden zoals Aken, Augsburg en Hannover en Zurich in Zwitserland hebben duivenpopulaties gestabiliseerd door dergelijke duiventillen te plaatsen.
Een ander diervriendelijk manier van populatiecontrole van stadsduiven is het voeren van "anticonceptie-mais", met het middel R-12. Dit is onschadelijk voor mens, dier en milieu, bijvoorbeeld omdat het middel niet het broedsucces van roofvogels die een duif eten aantast, aangezien R-12 wordt afgebroken in de lever van roofvogels. Dierenartsen voor Stadsduiven zet dit met succes in voor de steden Groningen en Heerlen, waarbij duiven regelmatig worden gevoerd met mais dat een middel bevat waardoor hun eieren ongeschikt worden voor het voortbrengen van een jonge duif. De effecten van het anticonceptie middel in de mais zijn volledig omkeerbaar, aangezien duiven weer vruchtbaar worden als het voeren met anticonceptie-mais stopt.
Voorlichting van stedelijke bevolkingen door middel van informatiecampagnes kan eveneens bijdragen aan het onder controle houden van duivenpopulaties. Zo kan het informeren van bevolkingsgroepen over de biologie en het gedrag van stadsduiven helpen bij het voorkomen van overlast en vervuiling en het vergroten van dierenwelzijn.

## Preventie en behandeling
Preventie van draadvoet-verwondingen is mogelijk door stedelijke vervuiling terug te dringen, de groene ruimte te vergroten en door veilige broedplaatsen te bieden in de vorm van duiventillen.
Destringen of ontdraden, is een behandeling van draadpoot, dat het verwijderen van het materiaal om de duivenvoet die de stringfoot veroorzaakt inhoudt. Een manier om draadvoet op deze wijze te behandelen, is door duiven op straat te vangen en ter plekke te ontdraden. Deze methode is het meest geschikt voor vroege gevallen van draadvoet, waarbij het materiaal nog niet in het weefsel is ingegroeid en gemakkelijk kan worden verwijderd zonder weefselbeschadiging te veroorzaken. Verschillende websites en YouTube-video's bieden tutorials en verklarende artikelen over het ontdraden van duivenpoten. Het ontdraden wordt ook gedaan door lokale groepen in steden van verschillende landen, die vaak hun eigen Facebookpagina's hebben. Bovendien wordt het ontdraden op straat in cursussen gegeven door ervaringsdeskundigen.
Het ontdraden, vooral in het geval van chronische draadvoet, moet met voorzichtigheid en voorafgaande kennis gebeuren omdat het verwijderen van diep ingebedde snaren mogelijk bloedingen, weefselverlies, infecties en andere schadelijke effecten kan veroorzaken als dit zonder de vereiste expertise wordt gedaan. Bij twijfel is het altijd raadzaam om een duif die lijdt aan draadvoet (of andere ziektes) mee te nemen naar een plaatselijke dierenkliniek of de dierenambulance. (Baby)duiven die alleen op de grond zitten, of ineengedoken zitten met ingetrokken kop en opstaande veren en/of die niet kunnen bewegen, moeten altijd medische hulp krijgen, aangezien dergelijk onnatuurlijke gedrag op ziekte duidt.